# Concha Méndez

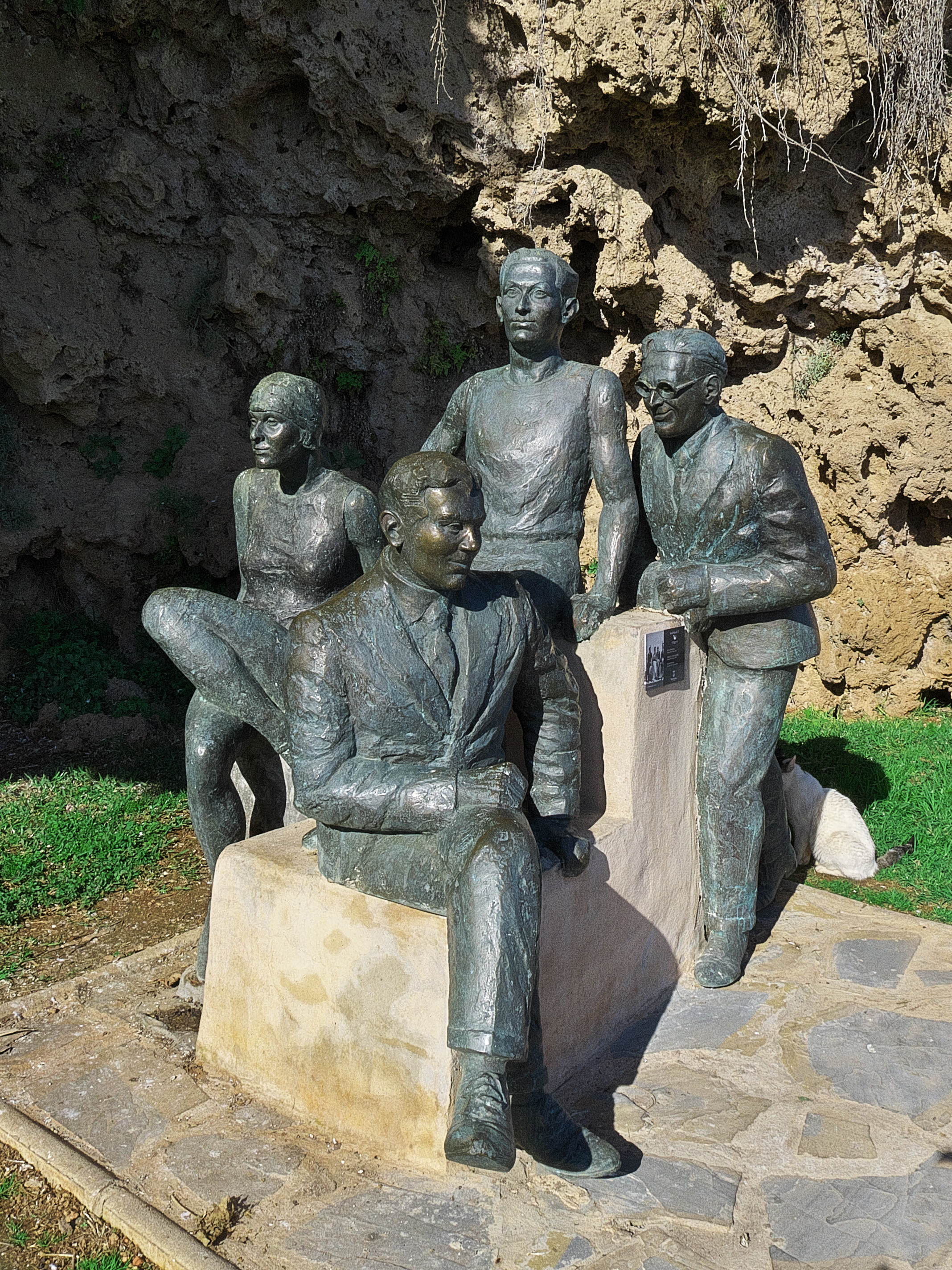
Denkmal zur Generación del 27: Concha Méndez, Manuel Altolaguirre, Salvador Dalí und Emilio Prados in Torremolinos.

Concha (Concepción) Méndez Cuesta (* 27. Juli 1898 in Madrid; † 7. Dezember 1986 in Mexiko-Stadt) war eine spanische Dichterin und Dramatikerin der Generación del 27, die vor allem für ihre Lyrik bekannt ist. Sie war eine der Frauen in der Bewegung Las Sinsombrero.

## Leben
Méndez wurde als ältestes von elf Kindern in einer wohlhabenden Familie geboren. Sie wurde an einer französischen Schule erzogen und zeichnete sich in der Jugend durch Gymnastik und Schwimmen aus. Die Familie verbrachte die in San Sebastián, wo sie 1919 Luis Buñuel kennenlernte, der ihr erster Freund wurde. Weitere Freundschaften und Beziehungen unterhielt sie mit Maruja Mallo, Luis Cernuda, Rafael Alberti und Federico García Lorca.
Im Jahr 1926 veröffentlichte sie Inquietudes (1926), zwei Jahre später Surtidor und Canciones de mar y tierra (1930), letztere entstand in Südamerika. Unter dem Einfluss von Maruja Mallo führte sie das damals gesellschaftlich nicht akzeptierte Leben einer Intellektuellen, sie verließ Anfang 1929 das Elternhaus und begab sich auf eine Reise, die sie über London nach Montevideo und Buenos Aires führte. Über den Schriftsteller und Kritiker Guillermo de Torre, der die literarische Abteilung der Zeitung La Nación leitete, begann sie, wöchentlich ein Gedicht zu veröffentlichen. In Argentinien schloss sie Freundschaft mit Consuelo Berges und Alfonsina Storni.
Mit dem Beginn der Republik kehrte sie nach Spanien zurück, wo sie ab 1931 die Intellektuellentreffen im Café Granja El Henar besuchte. Dort machte García Lorca sie mit dem Drucker Manuel Altolaguirre aus Málaga bekannt, den sie im folgenden Jahr heiratete, mit illustrenTrauzeugen wie García Lorca, Juan Ramón Jiménez, Jorge Guillén und Luis Cernuda.
Das Ehepaar gründete in einem Zimmer des Hotels Aragón die Druckerei La Verónica und begannen mit der Herausgabe der Zeitschrift Héroe, in der Werke von Jiménez, Cernuda, Guillén, Miguel de Unamuno oder Pedro Salinas erschienen. Zur Verbreitung der Werke der Gruppe Generación del 27 indem sie Gedichtsammlungen und Zeitschriften wie Poesía, 1616 (ein Titel, der sich auf das Todesjahr von Shakespeare und Cervantes bezog) und Caballo Verde para la Poesía (unter der Leitung von Pablo Neruda) herausgab.
In dieser Zeit begann ihr Interesse an Theater und Film, und sie veröffentlichte die Theaterstücke El personaje presentido (1931), El ángel cartero (1931) und El carbón y la rosa (1935), von denen sich die letzten beiden an Kinder richteten. Zu dieser Zeit veröffentlichte sie mehrere Bücher mit avantgardistischer Poesie, darunter Vida a vida (1932), Niño y sombras (1936) und Lluvias enlazadas (1939). Von 1933 bis 1935 lebten sie in London, wo sie ein erstes Kind verlor, was sie in ihrem 1936 veröffentlichten Buch Niño y sombra verarbeitete, aber 1935 die glückliche Geburt ihrer Tochter Paloma erlebte.
Das Paar kehrte 1935 mit seiner Tochter wieder nach Spanien zurück, und bei Ausbruch des Spanischen Bürgerkriegs stellten sich beide auf die Seite der Republik, obwohl sie Madrid bald verließ, um ihre Tochter zu schützen, während ihr Mann in Spanien blieb. Nachdem sie in England, Belgien und Frankreich gelebt hatte, kehrte sie nach Barcelona zurück, um ihren Mann auf seinem Weg ins Exil zu begleiten. Sie zogen nach Paris, wo sie von Paul Éluard empfangen wurden, und später nach Havanna, wo sie bis 1943 blieben und wo sie mit vielen anderen Exilanten zusammentrafen. Im kubanischen Exil gründeten sie eine weitere Druckerei, die ebenfalls La Verónica hieß, und veröffentlichten zwischen 1939 und 1943 einen Gedichtband mit dem Titel El ciervo herido. 1944 zogen sie nach Mexiko, wo Altolaguirre sie wegen der kubanischen Schauspielerin María Luisa Gómez Mena verließ (1959 verunglückten beide auf dem Rückweg vom Filmfestival in San Sebastián tödlich).
Méndez veröffentlichte weiter Gedichte im Literaturmagazin Hora de España, wo sie 1938 den ersten Akt zum dreiaktigen poetischen Drama El Solitario (Nacimiento) veröffentlichte, die nächsten beiden Akte wurden 1941 in Havanna und 1945 in Mexiko veröffentlicht. Im Jahr 1944 veröffentlichte sie Villancicos de Navidad und Sombras y sueños. Von 1944 bis 1979 stellte sie Veröffentlichen ein, auch wenn 1976 eine poetische Anthologie veröffentlicht wurde. Im Jahr 1979 erschien ihr letztes Buch Vida o río. Sie kehrte nie mehr nach Spanien zurück, obwohl sie ab 1966 gelegentlich nach Madrid reiste, und lebte bis zu ihrem Tod 1986 in Mexiko.
1991 wurde ihre Autobiografie Memorias habladas, memorias armadas veröffentlicht, ein Werk, das von ihrer Enkelin Paloma Ulacia Altolaguirre aus Tonbandaufnahmen zusammengestellt wurde.

## Literarisches Werk
Ihr poetisches Werk ist in Poemas entre 1926–1986 gesammelt veröffentlicht, eine von ihrem Schwiegersohn, dem Literaturwissenschaftler James Valender, ediert wurde. Ihre Poesie lässt sich in Phasen unterteilen, die eng mit ihren jeweiligen Lebensumständen verbunden sind:
Die erste Etappe besteht aus drei Büchern, Inquietudes (1926), Surtidor (1928), Canciones de mar y tierra (1930), die eine Trilogie bilden, die sich mit den Themen beschäftigen, die in den 1920er Jahren für die Moderne standen: Sport, Kino, Autos, Reisen, Natur und Meer. Bei Inquietudes handelt sich um 75 kurze Gedichte, überwiegend in sieben- und achtsilbigen Versen mit assonantem Reim. In Surtidor ist ihre poetische Stimme eher avantgardistisch und sie bildet visuelle und sehr plastische Verse. Canciones de mar y tierra beginnt mit 53 „Liedern“, kürzeren Gedichten, denen 24 etwas längere Gedichte, die „Ritmos“ genannt werden, folgen. Am Ende stehen drei Prosatexte und der Epilog des Buches ist ein poetisches Manifest. Illustriert wurde das Buch von Norah Borges. In den Canciones de mar y tierra ist der gegenseitige Einfluss von Méndez, Alberti und García Lorca deutlich zu erkennen und die Reise, auf der sie entstanden, ist die strukturierende Achse.
Eine raffiniertere und persönlichere Stimme, weniger farbenfroh und spielerisch, findet sich in Vida a vida (1932). Es sind 20 Gedichte, die jeweils in einem Ausruf enden. Ihre persönliche Entwicklung kollidiert mit ihrer Umwelt. Sie erforscht die Realität mit ihren Träumen. Den autobiografischen Ton setzt sie in Niño y sombras (1936) fort, eine Elegie auf ihren nie geborenen Sohn. Sie verfeinert ihre Poesie, indem sie die Avantgarde hinter sich lässt, mit einem einfacheren und natürlicheren Wortschatz und verlängerten Versen. Es sind 28 Gedichte, in denen Tod und Trauer zusammen mit der Mutterschaft das Rückgrat des Buches bilden. Diese beiden Bücher wurden 1939 zusammen mit einigen weiteren Gedichten, die während des Krieges geschrieben wurden, in Lluvias enlazadas wiederveröffentlicht. Dieses Buch, das in Havanna veröffentlicht wurde, zeigt die Enttäuschung und Skepsis des Exils und der Entwurzelung. Sombras y sueños aus dem Jahr 1944 besteht aus 97 Gedichten mit vier thematischen Schwerpunkten: Gedichte über Schatten, Einsamkeit und Schmerz, Gedichte des Widerstands, Gedichte der Verlassenheit und Gedichte, die eine Hommage an ihre Lieblingsdichter sind. Fast zur gleichen Zeit, 1944, veröffentlichte er jedoch Weihnachtslieder, ein viel lebhafteres und hoffnungsvolleres Werk, das im Gegensatz zu der oben beschriebenen Gedichtsammlung steht und das er später erneut veröffentlichen sollte. Fast zur gleichen Zeit veröffentlichte sie jedoch auch Villancicos de Navidad, ein sehr viel lebhafteres und hoffnungsvolleres Werk, das im Gegensatz zu der zeitgleichen Gedichtsammlung steht.
1967 wurden die Villancicos in einer erweiterten Ausgabe neu veröffentlicht. Die Neuausgabe umfasste 85 kurze Gedichte, die in der volkstümlichen Tradition der Arte menor mit sehr einfachen stilistischen Mitteln stehen, und sich thematisch um die Freude am Weihnachtesereignis drehen.
Vida o río (1979) besteht aus 100 kurzen Gedichten. Sie haben das Bedürfnis, bestimmte Momente oder Empfindungen zu bewahren und sie vor dem Vergessen zu bewahren. Die strukturierenden Themen sind Zeit, Erinnerungen, Träume, Natur, Tod und die Existenz selbst. Entre el soñar y el vivir („Zwischen Träumen und Leben“) ist der vielsagende Titel ihres letzten Buches (1981). Es besteht aus 47 Gedichte und acht, die ihrem Mann gewidmet sind. Das Buch ist eine kontinuierliche Erkundung des letzten Sinns der Existenz.
Ab Mitte der 1920er Jahre wandten sich die Erneuerer der Theaterszene auf der Suche nach Inspiration dem Kindertheater zu. Man wollte dem auf der Bühne vorherrschenden übermäßigen mimetischen Realismus entkommen und suchte nach neuen Ausdrucksformen, die mehr der Avantgarde entsprachen. Zu den vorgeschlagenen Initiativen gehörte die Gründung eines festen Theaters, des Teatro Pinocchio, dessen Initiatoren Salvador Bartolozzi und Magda Donato waren. Neben Elena Fortún und Carmen Baroja trug auch Méndez dazu bei. Sie führte im Lyceum Club Femenino das Stück El carbón y la rosa mit einem Bühnenbild von Maruja Mallo. Méndez war an der pädagogischen Funktion des Kindertheaters interessiert und strebte eine umfassende Erziehung an.
Gegen Ende ihres Lebens war Méndez körperlich nicht mehr in der Lage, ihre Memoiren zu schreiben. Aus umfangreichen dazu gemachten Tonaufnahmen konnte ihre Tochter Paloma Ulacia Altolaguirre aber 1990 Memorias habladas, memorias armadas zusammenstellen, wobei sie das Material redigierte und neu ordnete. Im Prolog schreibt Ulacia, dass ihre Mutter ihre Autobiografie nicht selbst geschrieben habe, weil sie der Meinung war, ihr Leben als vollendete Tatsache zu akzeptieren, hieße, das Alter zu akzeptieren und sich die Nähe des Todes einzugestehen.
Méndez gibt weniger eine präzise Schilderung ihres Lebens, sondern zog sie es vor, es als eine Reihe von Anekdoten darzustellen. Die beiden wichtigsten Säulen ihres Lebens waren die Poesie und das Reisen. Sie erzählt, wie sie als Kind davon träumte, Schiffskapitän zu werden, eine Idee, die in ihrer Familie nicht sehr gut ankam, und wie sie sich in ihrer Jugend durch Reisen emanzipierte. Die Memoiren sind eine Aufzählung von Ereignissen und Erfahrungen, an deren Ende Concha Méndez über die von ihr getroffenen Entscheidungen nachdenkt.

## Werkliste
Lyrik
- Inquietudes. Imprenta de Juan Pueyo, Madrid 1926.
- Canciones de mar y tierra. Talleres Gráficos Argentinos, Buenos Aires 1930.
- Vida a vida. La Tentativa Poética, Madrid 1932.
- Niño y sombras. Ediciones Héroe, Madrid 1936.
- Lluvias enlazadas. El Ciervo Herido, Havanna 1939.
- Poemas. Sombras y sueños. Rueca, Mexiko-Stadt 1944.
- Villancicos de Navidad. Rueca, Mexiko-Stadt 1944; 2. erw. Auflage: Librería El Guadalhorce, Málaga 1967.
- Vida o río. Caballo Griego para la Poesía, Madrid 1979.
- James Valender (Hrsg.): Poemas (1926–1986). Hiperión, Madrid 1995, ISBN 84-7517-430-2.

Drama
- La caña y el tabaco; bis 2012 unveröffentlicht, dann Teil der Sammlung Literatura Dramática Iberoamericana der Asociación de Directores de Escena de España.[16]
- El ángel cartero; Kinderkomödie in einem Akt, aufgeführt im Lyceum Club Feminino, Madrid 1929.[14]
- El personaje presentido  (1931)[14]
- El pez engañado (1933); Kinderkomödie in einem Akt, veröffentlicht 2006 von der Asociación de Directores de Escena de España.[6]
- Ha corrido una estrella (1934); Kinderkomödie in einem Akt, veröffentlicht 2006 von der Asociación de Directores de Escena de España.[6]
- El carbón y la rosa (1935)[14]
- Las barandillas del cielo. Comedia para guiñol (1938); veröffentlicht 2006 von der Asociación de Directores de Escena de España.[6][14]
- El solitario (Amor) (1941)
- El solitario (Soledad) (1945)